# Alfred III di Windisch-Grätz
Alfred III August Karl Maria Wolfgang di Windisch-Grätz principe di Windisch-Grätz (Praga, 31 ottobre 1851 – Tachov, 23 novembre 1927) è stato un politico, archeologo, storico e nobile austriaco.

## Biografia
Figlio primogenito del principe Alfred II zu Windisch-Grätz e della principessa Hedwige von Lobkowicz, apparteneva ad una famiglia dell'alta nobiltà boema reazionaria, e suo nonno, il principe Alfred I era stato uno dei maggiori esponenti del movimento contro rivoluzionario in Boemia e in Ungheria nel 1848. Avviato molto giovane alla carriera diplomatica, studiò alla Università di Praga laureandosi in diritto e frequentò alcune corsi di archeologia alle Università di Budapest e Padova. Eletto nel 1882 al Parlamento di Boemia come rappresentante della classe aristocratica e dei latifondisti, fece una rapida carriera politica tra il 11 novembre 1893 e il 19 giugno 1895 fu Primo Ministro della Cisleitania, mantenendo però una politica moderata e di cautela, intrattenendo anche rapporti cordiali con i partiti più liberali e soprattutto incoraggio i rapporti diplomatici con la Gran Bretagna e gli USA. Estromesso dalla carica di Primo Ministro, nel 1905 fu Ministro delle Poste e dal 1909 si ritirò in vita privata, dedicandosi alla sua passione giovanile: l'archeologia.
Già nel 1899 era stato uno dei finanziatori della spedizione di Sir Arthur Evans a Cnosso, a Creta e si interessò personalmente agli scavi condotti in tutta l'area mediterranea, prendendo anche parte attiva agli scavi a Pompei ed Ercolano e nel 1911 pubblicò a Londra un saggio sull'archeologia in Mesopotamia e in Grecia, "Saggio sull'archeologia moderna", di carattere abbastanza soggettivo e umoristico, oltre che ricco di fonti e aneddoti di grande importanza che vanno a ricostruire la storia stessa dell'archeologia dall'epoca di Winckelmann alle esperienze allora contemporanee di Evans, che rivela in Windisch-Grätz una profonda vena umanistica unita ad una sorta di meticolosa intenzione di riportare cronologicamente tutti gli avvenimenti degni di nota sull'archeologia del XIX secolo.
Grazie a questa sua mirabile opera (alla quale nel 1916, in piena guerra, aggiunse una "Storia e impressioni di Johan Winckelmann", una sorta di biografia umoristica dell'archeologo tedesco Johan Joachim Winckelmann), venne reso cavaliere dell'Ordine del Toson d'Oro (che era anche un diritto semi-ereditario della sua famiglia) e membro dell'Accademia Reale Svedese delle Scienze, nella quale fece il suo debutto con un nuovo saggio, "Sui tumuli di Uppsala", relativamente di minor importanza e fattezza, consistente per lo più in una descrizione non troppo accurata dei tumuli pre-vichinghi del sito svedese di Gamla Uppsala; più un onore all'Accademia che un saggio scritto di iniziativa personale, esso fu pubblicato a Stoccolma nel 1920 e a Vienna nel 1921, anche se non venne mai preso in considerazione od utilizzato dagli studiosi.
Alfred zu Windisch-Grätz aveva sposato nel 1877 la principessa Gabrielle von Auersperg, dalla quale aveva avuto tre figli.

## Ascendenza
|                                    |                                |                                             | Genitori                                           |  |  | Nonni |  |  | Bisnonni                           |  |  | Trisnonni                                 |  |
|                                    |                                |                                             |                                                    |  |  |       |  |  | 8. Joseph-Niklas zu Windisch-Grätz |  |  | 16. Leopold Karl Joseph zu Windisch-Grätz |  |
|                                    |                                |                                             |                                                    |  |  |       |  |  | 8. Joseph-Niklas zu Windisch-Grätz |  |  | 16. Leopold Karl Joseph zu Windisch-Grätz |  |
|                                    |                                | 17. Maria Antonia von Khevenhüller          |                                                    |  |  |       |  |  | 8. Joseph-Niklas zu Windisch-Grätz |  |  |                                           |  |
| 4. Alfred I zu Windisch-Grätz      |                                |                                             |                                                    |  |  |       |  |  | 8. Joseph-Niklas zu Windisch-Grätz |  |  |                                           |  |
|                                    |                                | 9. Leopoldine d'Arenberg                    | 18. Charles Marie Raymond d'Arenberg               |  |  |       |  |  |                                    |  |  |                                           |  |
|                                    |                                | 9. Leopoldine d'Arenberg                    | 18. Charles Marie Raymond d'Arenberg               |  |  |       |  |  |                                    |  |  |                                           |  |
|                                    |                                | 9. Leopoldine d'Arenberg                    | 19. Louise Marguerite de La Marck                  |  |  |       |  |  |                                    |  |  |                                           |  |
| 2. Alfred II zu Windisch-Grätz     |                                | 9. Leopoldine d'Arenberg                    |                                                    |  |  |       |  |  |                                    |  |  |                                           |  |
|                                    |                                | 10. Joseph II zu Schwarzenberg              | 20. Johann I Nepomuk zu Schwarzenberg              |  |  |       |  |  |                                    |  |  |                                           |  |
|                                    |                                | 10. Joseph II zu Schwarzenberg              | 20. Johann I Nepomuk zu Schwarzenberg              |  |  |       |  |  |                                    |  |  |                                           |  |
|                                    |                                | 10. Joseph II zu Schwarzenberg              | 21. Marie Eleonore zu Oettingen-Wallerstein        |  |  |       |  |  |                                    |  |  |                                           |  |
| 5. Marie Eleonora zu Schwarzenberg |                                | 10. Joseph II zu Schwarzenberg              |                                                    |  |  |       |  |  |                                    |  |  |                                           |  |
|                                    |                                | 11. Pauline d'Arenberg                      | 22. Louis-Engelbert d'Arenberg                     |  |  |       |  |  |                                    |  |  |                                           |  |
|                                    |                                | 11. Pauline d'Arenberg                      | 22. Louis-Engelbert d'Arenberg                     |  |  |       |  |  |                                    |  |  |                                           |  |
|                                    |                                | 11. Pauline d'Arenberg                      | 23. Louise Antoinette de Brancas-Villars           |  |  |       |  |  |                                    |  |  |                                           |  |
| 1. Alfred III zu Windisch-Grätz    |                                | 11. Pauline d'Arenberg                      |                                                    |  |  |       |  |  |                                    |  |  |                                           |  |
|                                    | 12. Anton Isidor von Lobkowicz | 24. August Anton Joseph Fürst von Lobkowitz |                                                    |  |  |       |  |  |                                    |  |  |                                           |  |
|                                    | 12. Anton Isidor von Lobkowicz | 24. August Anton Joseph Fürst von Lobkowitz |                                                    |  |  |       |  |  |                                    |  |  |                                           |  |
|                                    | 12. Anton Isidor von Lobkowicz | 25. Ludmila Josefa Czernin z Chudenic       |                                                    |  |  |       |  |  |                                    |  |  |                                           |  |
| 6. August Longin von Lobkowicz     | 12. Anton Isidor von Lobkowicz |                                             |                                                    |  |  |       |  |  |                                    |  |  |                                           |  |
|                                    |                                | 13. Maria Sidonia Kinská z Vchynic a Tetova | 26. Joseph Kinsky von Wchinitz und Tettau          |  |  |       |  |  |                                    |  |  |                                           |  |
|                                    |                                | 13. Maria Sidonia Kinská z Vchynic a Tetova | 26. Joseph Kinsky von Wchinitz und Tettau          |  |  |       |  |  |                                    |  |  |                                           |  |
|                                    |                                | 13. Maria Sidonia Kinská z Vchynic a Tetova | 27. Rosa von Harrach                               |  |  |       |  |  |                                    |  |  |                                           |  |
| 3. Hedwig von Lobkowicz            |                                | 13. Maria Sidonia Kinská z Vchynic a Tetova |                                                    |  |  |       |  |  |                                    |  |  |                                           |  |
|                                    |                                | 14, Joseph II von Schwarzenberg (= 10)      | 28. Johann I Nepomuk zu Schwarzenberg (= 20)       |  |  |       |  |  |                                    |  |  |                                           |  |
|                                    |                                | 14, Joseph II von Schwarzenberg (= 10)      | 28. Johann I Nepomuk zu Schwarzenberg (= 20)       |  |  |       |  |  |                                    |  |  |                                           |  |
|                                    |                                | 14, Joseph II von Schwarzenberg (= 10)      | 29. Marie Eleonore zu Oettingen-Wallerstein (= 21) |  |  |       |  |  |                                    |  |  |                                           |  |
| 7. Bertha von Schwarzenberg        |                                | 14, Joseph II von Schwarzenberg (= 10)      |                                                    |  |  |       |  |  |                                    |  |  |                                           |  |
|                                    |                                | 15. Pauline d'Arenberg (= 11)               | 30. Louis-Engelbert d'Arenberg (= 22)              |  |  |       |  |  |                                    |  |  |                                           |  |
|                                    |                                | 15. Pauline d'Arenberg (= 11)               | 30. Louis-Engelbert d'Arenberg (= 22)              |  |  |       |  |  |                                    |  |  |                                           |  |
|                                    |                                | 15. Pauline d'Arenberg (= 11)               | 31. Louise Antoinette de Brancas-Villars (= 23)    |  |  |       |  |  |                                    |  |  |                                           |  |
|                                    |                                | 15. Pauline d'Arenberg (= 11)               |                                                    |  |  |       |  |  |                                    |  |  |                                           |  |